# 邬沧萍
邬沧萍（1922年9月—2023年6月13日），男，广东番禺人，中华人民共和国人口学家，中国人民大学荣誉一级教授，中国人口学、老年学的开拓者和奠基者，中国民主同盟中央委员会常务委员、顾问。